# Белчешть (комуна)
Белчешть, Белчешті (рум. Belcești) — комуна у повіті Ясси в Румунії. До складу комуни входять такі села (дані про населення за 2002 рік):
- Белчешть (4860 осіб) — адміністративний центр комуни
- Літень (1448 осіб)
- Мунтень (1194 особи)
- Сату-Ноу (1909 осіб)
- Танса (1052 особи)
- Улмі (716 осіб)

Комуна розташована на відстані 328 км на північ від Бухареста, 40 км на північний захід від Ясс.

## Населення
За даними перепису населення 2002 року у комуні проживали 11 179 осіб.
Національний склад населення комуни:
| Національність | Кількість осіб | Відсоток |
| -------------- | -------------- | -------- |
| румуни         | 11099          | 99,3%    |
| цигани         | 75             | 0,7%     |
| угорці         | 1              | < 0,1%   |

Рідною мовою назвали:
| Мова      | Кількість осіб | Відсоток |
| --------- | -------------- | -------- |
| румунська | 11171          | 99,9%    |
| циганська | 8              | 0,1%     |

Склад населення комуни за віросповіданням:
| Релігія       | Кількість осіб | Відсоток |
| ------------- | -------------- | -------- |
| православні   | 10882          | 97,3%    |
| римо-католики | 244            | 2,2%     |
| п'ятдесятники | 31             | 0,3%     |
| старообрядці  | 4              | < 0,1%   |
| баптисти      | 1              | < 0,1%   |
| адвентисти    | 1              | < 0,1%   |